# Linnémedaljen
Linnémedaljen er en pris givet årligt siden 1888 af The Linnean Society of London til en botaniker eller zoolog. Siden 1958 har det dog været almindeligt at tildele medaljen til både en botaniker og zoolog. Medaljen var guld indtil 1976 og er i de foregående år derfor ofte omtalt som Gold Medal of Linnean Society, ikke at forveksle med Linnéguldmedaljen, som sjældent tildeles.

## Modtagere

### 19. århundrede
- 1888: Joseph Dalton Hooker og Richard Owen
- 1889: Alphonse Pyrame de Candolle
- 1890: Thomas Henry Huxley
- 1891: Jean-Baptiste Édouard Bornet
- 1892: Alfred Russel Wallace
- 1893: Daniel Oliver
- 1894: Ernst Haeckel
- 1895: Ferdinand Julius Cohn
- 1896: George James Allman
- 1897: Jacob Georg Agardh
- 1898: George Charles Wallich
- 1899: John Gilbert Baker
- 1900: Alfred Newton

### 20. århundrede
- 1901: George King
- 1902: Albert von Kölliker
- 1903: Mordecai Cubitt Cooke
- 1904: Albert Günther
- 1905: Eduard Strasburger
- 1906: Alfred Merle Norman
- 1907: Melchior Treub
- 1908: Thomas Roscoe Rede Stebbing
- 1909: Frederick Orpen Bower
- 1910: Georg Ossian Sars
- 1911: Hermann zu Solms-Laubach
- 1912: Robert Cyril Layton Perkins
- 1913: Adolf Engler
- 1914: Otto Bütschli
- 1915: Joseph Maiden
- 1916: Frank Evers Beddard
- 1917: Henry Brougham Guppy
- 1918: Frederick DuCane Godman
- 1919: Isaac Bayley Balfour
- 1920: Ray Lankester
- 1921: Dukinfield Henry Scott
- 1922: Edward Bagnall Poulton
- 1923: Thomas Frederic Cheeseman
- 1924: William Carmichael McIntosh
- 1925: Francis Wall Oliver
- 1926: Edgar Johnson Allen
- 1927: Otto Stapf
- 1928: Edmund Beecher Wilson
- 1929: Hugo de Vries
- 1930: James Peter Hill
- 1931: Karl Ritter von Goebel
- 1932: Edwin Stephen Goodrich
- 1933: Robert Hippolyte Chodat
- 1934: Sidney Frederic Harmer
- 1935: David Prain
- 1936: John Stanley Gardiner
- 1937: Frederick Frost Blackman
- 1938: D'Arcy Wentworth Thompson
- 1939: Elmer Drew Merrill
- 1940: Arthur Smith Woodward
- 1941: Arthur George Tansley
- 1942-45: Ikke uddelt
- 1946: William Thomas Calman og Frederick Ernest Weiss
- 1947: Maurice Caullery
- 1948: Agnes Arber
- 1949: David Meredith Seares Watson
- 1950: Henry Nicholas Ridley
- 1951: Theodor Mortensen
- 1952: Isaac Henry Burkill
- 1953: Patrick Alfred Buxton
- 1954: Felix Eugen Fritsch
- 1955: John Graham Kerr
- 1956: William Henry Lang
- 1957: Erik Stensiö
- 1958: Gavin de Beer og William Bertram Turrill
- 1959: Harold Munro Fox og Carl Johan Fredrik Skottsberg
- 1960: Libbie Henrietta Hyman og Hugh Hamshaw Thomas
- 1961: Edmund W. Mason og Frederick Stratten Russell
- 1962: Norman Loftus Bor og George Gaylord Simpson
- 1963: Sidnie Manton og William Harold Pearsall
- 1964: Richard Eric Holttum og Carl Frederick Abel Pantin
- 1965: John Hutchinson og John Ramsbottom
- 1966: Gordon Senior Carter og Harry Godwin
- 1967: Charles Sutherland Elton og Charles Edward Hubbard
- 1968: A. Gragan og Thomas Maxwell Harris
- 1969: Irene Manton og Ethelwynn Trewavas
- 1970: Edred John Henry Corner og Errol Ivor White
- 1971: Charles R. Metcalfe og J. E. Smith
- 1972: Arthur Roy Clapham og Alfred Sherwood Romer
- 1973: George Ledyard Stebbins og John Zachary Young
- 1974: Willi Hennig og Josias Braun-Blanquet
- 1975: Alexander Watt og Philip Sheppard
- 1976: William Thomas Stearn
- 1977: Ernst Mayr og Thomas Gaskell Tutin
- 1978: Olav K. H. Hedberg og Thomas Stanley Westoll
- 1979: Robert McNeill Alexander og Paul Westmacott Richards
- 1980: Geoffrey Clough Ainsworth og Roy Crowson
- 1981: Brian Laurence Burtt og Cyril Clarke
- 1982: Peter Hadland Davis og Peter Humphry Greenwood
- 1983: Cecil Ingold og Michael J. D. White
- 1984: John Gregory Hawkes og John Stodart Kennedy
- 1985: Arthur Cain og Jeffrey Harborne
- 1986: Arthur John Cronquist og Cyril Garnham
- 1987: Geoffrey Fryer og Vernon Heywood
- 1988: John L. Harley og Richard Southwood
- 1989: William Donald Hamilton og David Smith
- 1990: Ghillean Prance og Florence Gwendolen Rees
- 1991: William Gilbert Chaloner og Robert May
- 1992: Richard Evans Schultes og Stephen Jay Gould
- 1993: Barbara Pickersgill og L. P. Brower
- 1994: F. E. Round og Alec Jeffreys
- 1995: Stuart Max Walters og John Maynard Smith
- 1996: Jack Heslop-Harrison og Keith Vickerman
- 1997: Enrico Coen og Rosemary Lowe-McConnell
- 1998: Mark Wayne Chase og Colin Patterson
- 1999: Philip Barry Tomlinson og Q. Bone
- 2000: Bernard Verdcourt og Michael Claridge

### 21. århundrede
- 2001: Chris Humphries og Gareth J. Nelson
- 2002: Sherwin Carlquist og William Kennedy
- 2003: Pieter Baas og Bryan Campbell Clarke
- 2004: Geoffrey Allan Boxshall og John Dransfield
- 2005: Paula Rudall og Andrew Smith
- 2006: David John Mabberley og Richard Fortey
- 2007: Phil Cribb og Thomas Cavalier-Smith
- 2008: Jeffrey Duckett og Stephen Donovan
- 2009: Peter Shaw Ashton og Michael Akam
- 2010: Dianne Edwards og Derek Yalden
- 2011: Brian Coppins og Charles Godfray
- 2012: Stephen Blackmore og Peter Holland
- 2013: Kingsley Wayne Dixon
- 2014: Niels Kristensen og Hans Walter Lack
- 2015: Engik Soepadmo, Claus Nielsen og Rosmarie Honegger
- 2016: Sandra Knapp og Georgina Mace
- 2017: Charlie Jarvis og David Rollinson